# Willi Melliger
Wilhelm Melliger (Buttwil, 26 de julho de 1953 - Buttwil, 16 de janeiro de 2018) foi um ginete suíço, especialista em saltos no hipismo e medalhista olímpico. 

## Carreira
Willi Melliger representou seu país nos Jogos Olímpicos de 1984, 1992, 1996 e 2000, tendo conquistado a medalha de prata nos saltos individuais em 2000 e por equipes, em 1996.